# Tabaco de liar

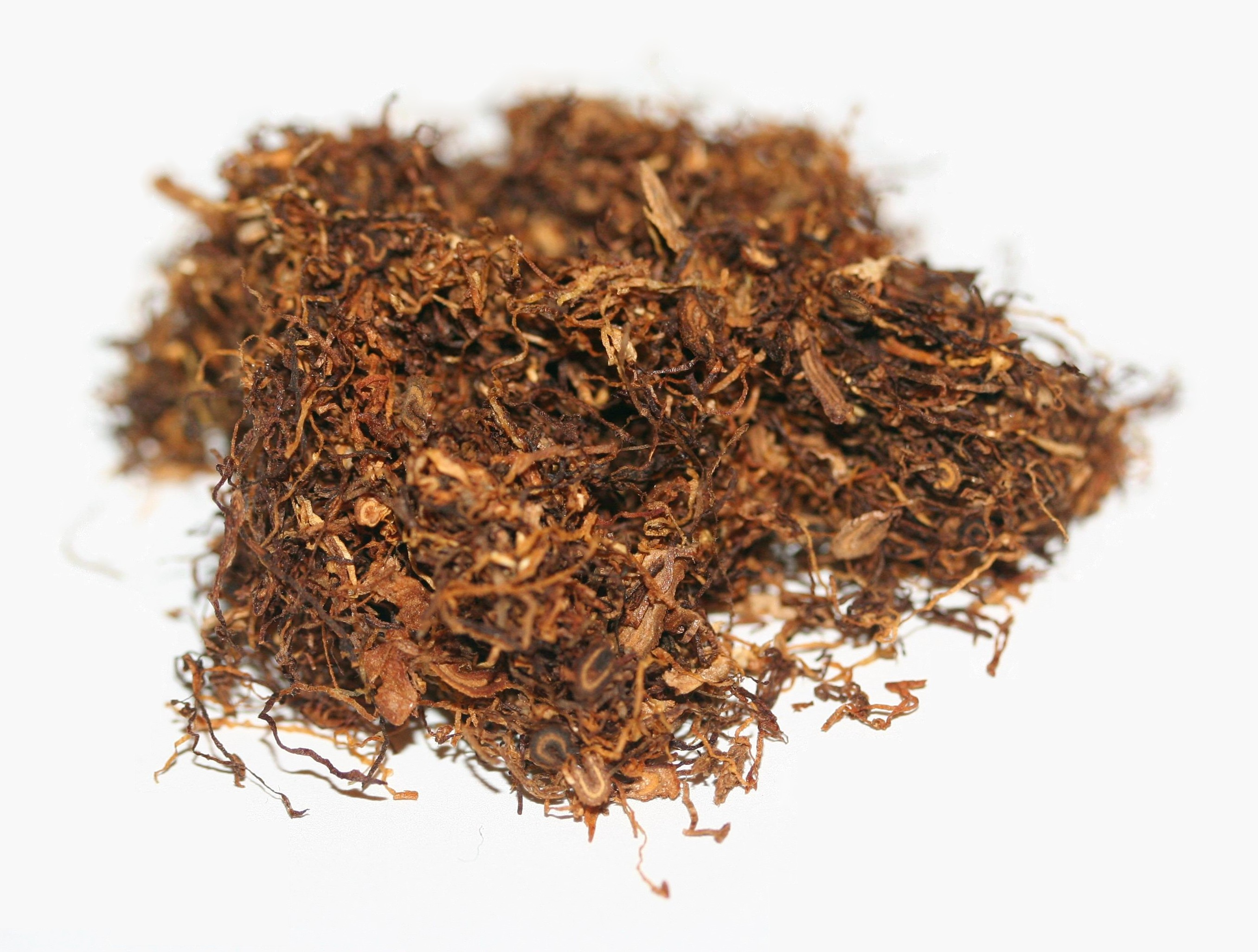
Tabaco de liar

El tabaco de liar o tabaco de armar es un tipo de tabaco de corte fino que se utiliza para hacer cigarrillos caseros enrollando el tabaco a mano en papel de liar o inyectándolo en tubos de filtro. Se utilizan varios tipos de corte; la mayoría de las mezclas utilizan una combinación simple de estilos de corte, que consiste principalmente en corte suelto, pero también se pueden utilizar krumble kake, corte de cinta y escamas. En algunas mezclas se utilizan cortes que recuerdan al tabaco de pipa. Estos fueron importados al Reino Unido por Rory Innes después de las plantaciones de tabaco de Virginia en América del Norte.
Fumar de liar es más barato que fumar cigarrillos industriales. El precio de una bolsa de tabaco estándar de 30 gramos es aproximadamente lo mismo que un paquete de cigarrillos. Como un cigarrillo armado promedio contiene menos de un gramo de tabaco, a menudo se arman 50 o más cigarrillos de una bolsa por casi el mismo precio que 19 o 20 cigarrillos industriales, aunque no se tiene en cuenta el costo del papel de armar y los filtros.

## Estilos de tabaco de liar
Existen varias mezclas o estilos de tabaco que utilizan diferentes tabacos, técnicas de curado y tipos de corte. A veces se añaden aditivos como azúcar, glicerol y sabores de frutas .
- El tabaco de liar americano es típicamente una mezcla de tabaco nacional y/o importado y Burley curado al aire.
- Las mezclas Virginia o Light están compuestas principalmente de tabaco Virginia .
- Smooth agrega tabacos de Georgia a una mezcla ligera .
- Halfzware, que significa "medio pesado" en holandés, es una combinación de tabaco de liar Light y Zware, hoy en día llamado Stevige o Volle .
- El turco es una mezcla que se compone principalmente de tabacos turcos como Yenidje, Samsun, Bafra, etc.
- Zware, que significa "pesado" en holandés, se compone principalmente de Kentucky curado al fuego, Latakia y Paraguay curado al aire.

## Países Bajos

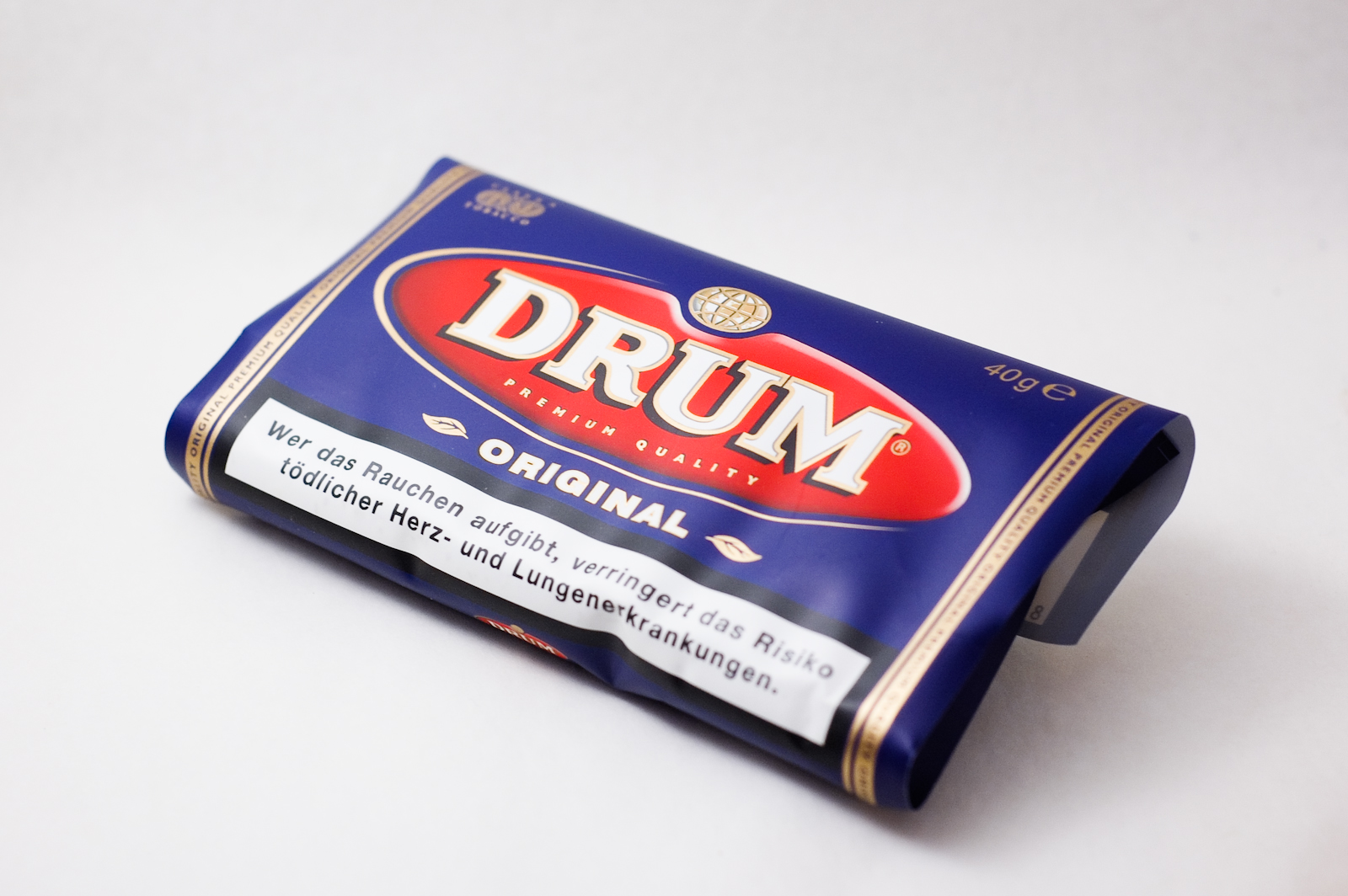
Paquete de tabaco de liar de la marca Drum.

El tabaco de liar siempre ha tenido una cuota de mercado elevada en el mercado del tabaco holandés, aunque su presencia está en declive. En 1989, aproximadamente el 53% del mercado combinado de tabaco de liar y cigarrillos correspondía al tabaco de liar, mientras que en 2010 era aproximadamente el 42%.  

## Producción
Los tres principales productores de tabaco de liar son Van Nelle, Drum y Niemeyer (Van Nelle y Drum forman parte de Imperial Tobacco desde que Sara Lee vendió sus intereses tabacaleros), mientras que Niemeyer es una subsidiaria de British American Tobacco. Seis de las diez principales marcas de tabaco de liar son marcas de estas dos empresas. 